# Gyldenløve
Gyldenløve (svenska Gyllene Lejon) är ett släktnamn, buret av flera illegitima söner till det danska kungahuset. Gyldenløve har förekommit bland sönerna till Kristian IV, Fredrik III, Kristian V och Fredrik IV. Från Ulrik Frederik Gyldenløve stammar de utdöda greveätterna Danneskjold-Løvendal och Danneskjold-Laurwigen, och från Christian Gyldenløve den fortlevande grevliga ätten Danneskjold-Samsøe.

## Personer med namnet
- Christian Ulrik Gyldenløve (1611–1640)
- Hans Ulrik Gyldenløve (1615–1645)
- Ulrik Christian Gyldenløve (1630–1658)
- Ulrik Frederik Gyldenløve (1638–1704)
- Christian Gyldenløve  (1674–1703)
- Ulrik Christian Gyldenløve (1678–1719)